# Uniwersytet w Parmie
Uniwersytet w Parmie (wł. Università degli Studi di Parma) – publiczny uniwersytet w Parmie. 

## Historia
Dzieje Uniwersytetu parmeńskiego sięgają roku 962. Wtedy to biskup Uberto otrzymał od cesarza Ottona I dekret zatwierdzający utworzenie w Parmie wyższej szkoły prawa przeznaczonej do kształcenia notariuszy. 

W XI w. miasto było już ważnym ośrodkiem naukowym i przyciągało studentów z całych Włoch i zza Alp. Do grona znanych studentów tego okresu zaliczają się m.in. Piotr Damiani, Anselmo di Besate czy Donizone di Canossa. Ten ostatni w 1115 w swoim dziele Vita Mathildis – biografii Matyldy z Kanossy – pisze: 
All'uso dei Greci ancora Parma viene chiamata Crisopoli, che in latino significa città d'oro; come a dire che primeggia nella grammatica e che in essa sono coltivate con passione tutte e sette le arti.

W języku greckim Parma nadal nazywana jest Chrysopolis, co po łacinie oznacza „złote miasto”, jakby na znak, że przoduje w gramatyce i że z pasją uprawia się tu wszystkie siedem sztuk.
W latach 1255–1347 różne projekty statutów miejskich regulowały kilkukrotnie status uczniów, nauczycieli i lekarzy, co świadczy o znaczącej obecności Studium Parmense w mieście.
W wieku XIV wzrost znaczenia signorii i kryzys instytucji miejskich podkopują pozycję Studium, choć pozostaje ono ciągle ważnym punktem na naukowej mapie Włoch – w latach czterdziestych tamtego stulecia Francesco Petrarca zapisuje tu swojego syna Giovanniego.
W 1346 Parma zostaje włączona do księstwa Mediolanu, a w 1387 książę Gian Galeazzo Visconti zamyka Studium parmeńskie, faworyzując Studium w Pawii. W 1409 Parma przechodzi w ręce rodu d'Este i staje się częścią księstwa Modeny i Reggio. W 1412 Mikołaj III d'Este otwiera ponownie uczelnię, ale już na prawach  uniwersytetu. W tym okresie zostają opracowane na nowo statuty kolegium wykładowców i kolegium studenckiego.  O renomie uniwersytetu świadczą słynni wykładowcy, wśród nich znany kanonista Niccolò Tedeschi. W 1421 Filippo Maria Visconti odzyskuje Parmę i rozpoczyna się kolejny okres upadku Ateneum. 
Uniwersytet odradza się w 1545 wraz z przybyciem do miasta rodziny Farnese i powstaniem księstwa Parmy. Ranuccio I Farnese w 1602 uposaża uniwersytet, przyznaje przywileje wykładowcom i studentom oraz oddaje do użytku Kolegium Szlacheckie.
Po wygaśnięciu dynastii Farnese i krótkim okresie panowania austriackiego Parma staje się dziedzictwem Burbonów. Ci kontynuują politykę poprzedników, rozwijając i upiększając miasto. Ferdynand I Parmeński w 1768 wydał ważny dokument – Konstytucję dla nowych studiów królewskich (Costituzioni per i nuovi regi studi) – reformując całe szkolnictwo od szkół elementarnych po uniwersytet. Założył Bibliotekę Palatyńską, Muzeum Starożytności, Obserwatorium Meteorologiczne, Akademię Sztuk Pięknych i Ogród Botaniczny. Uczelnia zostaje wyposażona w gabinety fizyki, pracownie anatomii oraz Szkołę Weterynaryjną.
Okres napoleoński przynosi ze sobą głębokie reformy. Zgodnie z duchem rewolucji szkolnictwo włoskie przechodzi proces laicyzacji i upodabnia się do systemu francuskiego.
W 1815 decyzją Kongresu wiedeńskiego władzę w Parmie obejmuje Maria Ludwika Austriaczka. Pod jej rządami uniwersytet powraca do swojego tradycyjnego kształtu. Z woli księżnej powstają instytuty chemii farmaceutycznej i położnictwa oraz zostaje rozbudowana Szkoła Weterynaryjna. Na skutek ruchów rewolucyjnych w 1831 księżna zawiesza działanie uniwersytetu, przenosi do Piacenzy wydział prawa i dzieli wydział filozofii. Dopiero w 1859 uniwersytet zaczyna normalną pracę, chociaż dyktator Luigi Carlo Farini pozbawił go niektórych wydziałów.
Po odzyskaniu statusu uniwersytetu pierwszego stopnia w 1887 w Parmie istniały wydziały: Prawa, Lekarski i Chirurgiczny, Fizyczny, Matematyczny i Nauk Przyrodniczych, Medycyny Weterynaryjnej i Farmacji. Od końca XIX w. rozpoczął się proces dalszego rozwoju uniwersytetu, który zdecydowanie przybrał na sile w XX w. Po trudnych czasach dwudziestoletniego okresu faszyzmu i po II wojnie światowej rozwój nabrał rozpędu. W tych latach nastąpił znaczny wzrost liczby oferowanych kursów, a uniwersytet zaczął się stopniowo rozprzestrzeniać na całe miasto z głównego kampusu przy Via Università.
W 1954 został założony Wydział Ekonomii i Handlu, a w 1964 Wydział Edukacji, który w 1989 stał się Wydziałem Humanistycznym. W 1986 utworzono Wydział Inżynierii, a następnie wydziały Rolnictwa (1993), Architektury (1999) oraz  Psychologii i Nauk Politycznych (2005).

## Struktura

### Władze
Zgodnie ze art. 8 statutu Uniwersytetu 
Rektor reprezentuje Uniwersytet we wszystkich czynnościach prawnych i nadzoruje całą jego działalność. Pełni on ogólne funkcje kierownicze, inicjatywne i koordynacyjne w zakresie działalności naukowej i dydaktycznej Uniwersytetu. 
Od 1 listopada 2017 funkcję tę pełni prof. Paolo Andrei. Jego kadencja zakończy się w 2023. Prof. Paolo Martelli pełni funkcję wicerektora, a prorektorami są: prof. Roberto Fornari (badania naukowe), prof. Sara Rainieri (dydaktyka i studenci) i  prof. Fabrizio Storti (trzecia misja).
Kolejnymi strukturami istniejącymi na uniwersytecie są: Senat Akademicki (Senato Accademico) składający się z 10 członków z urzędu i 17 obieralnych (8 przedstawicieli personelu naukowego, 3 przedstawicieli personelu pomocniczego i 6 przedstawicieli studentów); Rada Administracyjna (Consiglio di Amministrazione) złożona z 10 członków; dyrektor generalny (Direttore Generale) wybierany na trzyletnią kadencję, obecnie (marzec 2022) jest nim adwokat Candeloro Bellantoni;. Komisja Ewaluacyjna (Nucleo di Valutazione di Ateneo), Audytorzy (Revisori dei Conti), Prezydium Jakości (Presidio della Qualità), Samorząd Uczniowski (Consiglio degli Studenti), Rada Pracowników Techniczno-Administracyjnych (Consiglio del personale tecnico-amministrativo), Połączony Komitet Gwarancyjny (Comitato Unico di Garanzia) oraz Komitet ds. Sportu (Comitato per lo sport universitario).

### Departamenty
Uniwersytet jest podzielony na 9 departamentów:
- Wydział Nauk Humanistycznych, Społecznych i Przedsiębiorczości Kulturalnej (Dipartimento di Discipline Umanistiche, Sociali e delle Imprese Culturali)
- Wydział Prawa, Studiów Politycznych i Międzynarodowych (Dipartimento di Giurisprudenza, Studi Politici e Internazionali)
- Wydział Inżynierii i Architektury (Dipartimento di Ingegneria e Architettura)
- Wydział Medycyny i Chirurgii (Dipartimento di Medicina e Chirurgia)
- Wydział Chemii, Nauk o Życiu i Zrównoważonym Rozwoju Środowiska (Dipartimento di Scienze Chimiche, della Vita e della Sostenibilità Ambientale)
- Wydział Nauk o Żywności i Farmaceutycznych (Dipartimento di Scienze degli Alimenti e del Farmaco)
- Wydział Nauk Ekonomicznych i Biznesowych (Dipartimento di Scienze Economiche e Aziendali)
- Wydział Nauk Matematycznych, Fizycznych i Informatycznych (Dipartimento di Scienze Matematiche, Fisiche e Informatiche)
- Wydział Medycyny Weterynaryjnej (Dipartimento di Scienze Medico-Veterinarie)

Na terenie kampusu uniwersyteckiego znajdują się wydziały: spożywczy, farmaceutyczny, inżynieryjny, architektury i nauk ścisłych. Wydziały humanistyczny, ekonomiczny i prawa znajdują się w historycznym centrum miasta. Wydział Medycyny i Chirurgii znajduje się w Ospedale Maggiore oraz w placówkach wchodzących w skład Szpitala Uniwersyteckiego w Parmie. Wydział Medycyny Weterynaryjnej znajduje się w rejonie Via del Taglio, w północno-zachodniej części miasta.

### Biblioteki
Biblioteczny System Ateneum (Sistema Bibliotecario di Ateneo, SBA) zarządza bibliotekami uniwersytetu, w skład których wchodzą biblioteki poszczególnych wydziałów.

### Muzea
Podobnie jak biblioteki, muzea są zarządzane przez Muzealny System Ateneum (Sistema Museale di Ateneo, SMA):
- Muzeum Historii Naturalnej (Museo di Storia Naturale)
- Ogród Botaniczny (Orto Botanico)
- Muzeum „Macedonio Melloni” (Museo Macedonio Melloni) - rozwój fizyki nauk eksperymentalnych
- Muzeum Paleontologii (Museo di Paleontologa)
- Muzeum Mineralogiczne (Museo di Mineralogia)
- Muzeum Anatomii Weterynaryjnej (Museo Anatomico Veterinario)
- Muzeum Biomedycyny „Lorenzo Tenchini” (Museo di Biomedicina „Lorenzo Tenchini”)
- Muzeum Matematyki i Informatyki (Museo di Matematica e Informatica)
- Muzeum Krystalochemii (Museo di Cristallochimica)
- Centrum Studiów nad Komunikacją i Archiwami (Centro Studi ed Archivio della Comunicazione, CSAC) - kolekcja sztuki, fotografii, rysunków z zakresu architektury, designu, mody i grafiki
- stała wystawa naukowa „Widok na mirokosmos” (mostra scientifica permanente „Microcosmo con vista”) - stała wystawa zorganizowana we współpracy z Narodowym Instytutem Fizyki Jądrowej (Istituto Nazionale di Fisica Nucleare, INFN), Instytutem Materiałów dla Elektroniki i Magnetyzmu (Istituto Materiali per l’Elettronica e il Magnetismo, IMEM) oraz Europejską Radą Badań Jądrowych (CERN). Wystawa ma na celu przybliżenie zwiedzającym świata cząstek elementarnych.

### Inne struktury
Na terenie uniwersytetu działa czternaście międzywydziałowych centrów badań:
- Biopharmanet TEC - Międzywydziałowe Centrum Badań nad Innowacjami w Zakresie Produktów Zdrowotnych (Centro Interdipartimentale di Ricerca per l’Innovazione dei Prodotti per la Salute)
- CERT - Centrum Badań Toksykologicznych (Centro di Eccellenza per la Ricerca Tossicologica)
- CICCREI - Międzywydziałowe Centrum Badań nad Konserwacją, Budową i Regeneracją Budynków i Infrastruktury (Centro Interdipartimentale di Ricerca per la conservazione, la Costruzione e la Rigenerazione di Edifici e Infrastrutture)
- CIDEA - Międzywydziałowe Centrum Energii i Środowiska (Centro Interdipartimentale per l'Energia e l'Ambiente)
- CIPACK - Międzywydziałowe Centrum Opakowań (Centro Interdipartimentale per il Packaging)
- CIRS - Międzywydziałowe Centrum Badań Społecznych - Prawa, społeczeństwo i cywilizacja (Centro Interdipartimentale di Ricerca Sociale - Diritti, Società e Civiltà)
- COMT - Międzywydziałowe Centrum Badań nad Onkologią Molekularną i Translacyjną (Centro Interdipartimentale di Ricerca di Oncologia Molecolare e Translazionale)
- CSEIA - Centrum Studiów Europejskich i Międzynarodowych (Centro Studi in Affari Europei e Internazionali – Center for Studies in European and International Affairs)
- CUCI - Centrum Uniwersyteckie Współpracy Międzynarodowej (Centro Universitario per la Cooperazione Internazionale)
- FT Lab - Laboratorium technologii Przyszłości (FUTURE TECHNOLOGY LAB)
- MRH - Międzywydziałowe Centrum Badań nad Mikrobiotą (Centro Interdipartimentale di Ricerca per il Microbiota “Microbiome Research Hub”) - zajmuje się badaniami nad mikrobiomem człowieka i zwierząt domowych
- Ro.S.A. – Akademia Statystyki Odpornościowej (Robust Statistics Academy)
- SITEIA.PARMA - Międzywydziałowe Centrum Bezpieczeństwa, Technologii i Innowacji Rolno-Spożywczych (Centro Interdipartimentale sulla Sicurezza,Tecnologie e Innovazione Agroalimentare)
- UCB - Uniwersyteckie Centrum Bioetyczne (Centro Universitario di Studi Bioetici, University Center of Bioethics)

Częścią uniwersytetu jest również Narodowe Międzyuniwersyteckie Konsorcjum na rzecz Innowacyjnych Technologii Farmaceutycznych Tefarco Innova (Consorzio Interuniversitario Nazionale di Tecnologie Farmaceutiche Innovative Tefarco Innova) zrzeszające 12 uniwersytetów włoskich i zajmujące się badaniami i zaawansowanym kształceniem w zakresie technologii produktów zdrowotnych.

### Sport
Od 1946 przy uczelni działa grupa sportowa. W 1979 przekształca się w Uniwersyteckie Centrum Sportowe Parma (Centro Universitario Sportivo Parma, CUSP).